# Letiště Larnaka
Letiště Larnaka (anglicky Larnaca International Airport, řecky Διεθνής Aερολιμένας Λάρνακας, turecky Larnaka Uluslararası Havaalanı) (IATA: LCA, ICAO: LCLK) je mezinárodní letiště u města Larnaka na jihovýchodním pobřeží ostrova Kypr. Od roku 1975, kdy Turecko obsadilo severní část ostrova a letiště v Nikósii muselo být zavřeno, je to hlavní letiště celého ostrova. Má jeden hlavní terminál pro cestující a asfaltovou ranvej 04/22 dlouhou necelé 3 kilometry. Leží v nadmořské výšce 3 metry. V roce 2016 odbavilo 6,6 milionů cestujících.
V roce 2017 bylo leteckou základnou společností Aegean Airlines, Blue Air, Cobalt Air, Cyprus Airways a Tus Airways.